# Бронепалубни крайцери тип „Президенте Еразуриз“
Президенте Еразуриз (на испански: Presidente Errazuriz) са серия бронепалубни крайцери на чилийските ВМС от края на 19 век. Всичко от проекта са построени 2 единици: „Президенте Еразуриз“ (на испански: Presidente Errazuriz) и „Президенте Пинто“ (на испански: Presidente Pinto). Корабите са построени във Франция, по поръчка на президента на Чили Хосе Мануел Балмаседа от 1887 г. и са готови малко преди започване на Чилийската гражданска война от 1891 г.

## Конструкция
Дъното на корабите е облицовано с тик и медни пластини за предпазване от налепи. Корпусът на корабите е с издигнати бак и ют с цел по-добра мореходност.

### Въоръжение
150 mm оръдия са поставени в спонсони по бордовете, а 120 mm са по едно на носа и кърмата на корабите. 1908 г. в хода на модернизация артилерията е променена на 4 x 1 – 152 mm/45 Armstrong KK и 2 x 1 – 120 mm/45 Canet M1890.

### Брониране
Защитата на корабите е бронирана палуба, която е с дебелина от 35 mm по плоската си част, скосовете към бордовете при машинното отделение са дебели 60 mm и 25 mm в плоската част и 35 mm по скосовете в краищата на кораба.

## История на службата
Крайцерът „Президенте Еразуриз“ е модернизиран през 1908 г., когато е заменена артилерията на главния и средния калибър, поставени са четири котела модел „Белвил“, вместо старите цилиндрични котли. От 1919 г. „Президенте Еразуриз“ е изваден от активна служба и прекласифициран на учебен артилерийски кораб. Предаден е за скрап през 1930 г.